# Агри (Потенца)
Агри (итал. Agri) је насеље у Италији у округу Потенца, региону Базиликата.
Према процени из 2011. у насељу је живело 94 становника. Насеље се налази на надморској висини од 701 м.